# 大波蘭國家公園

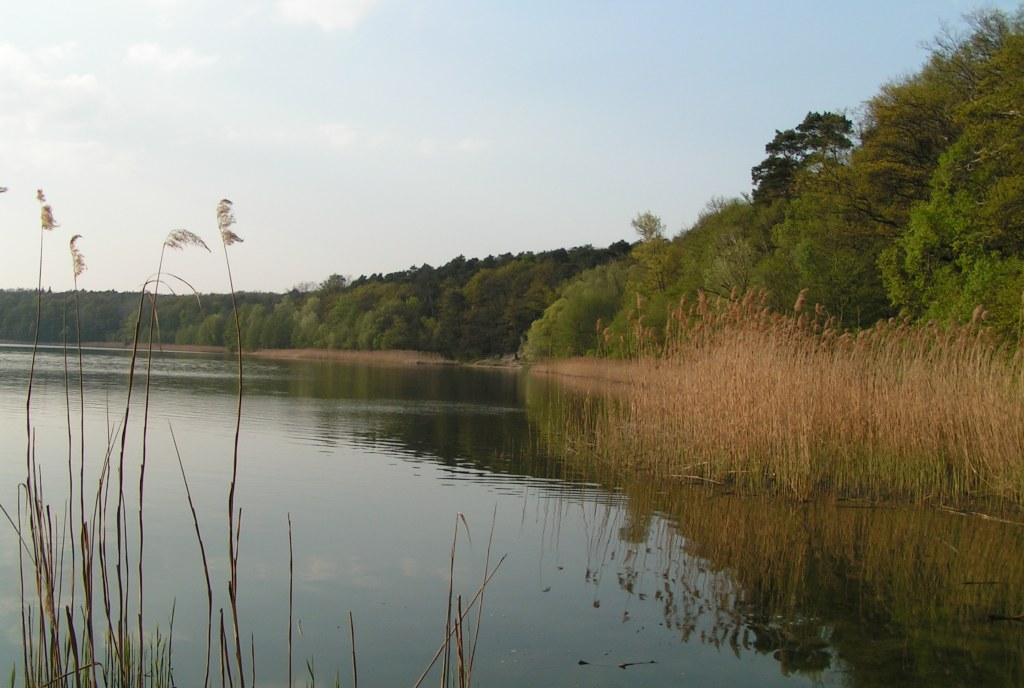

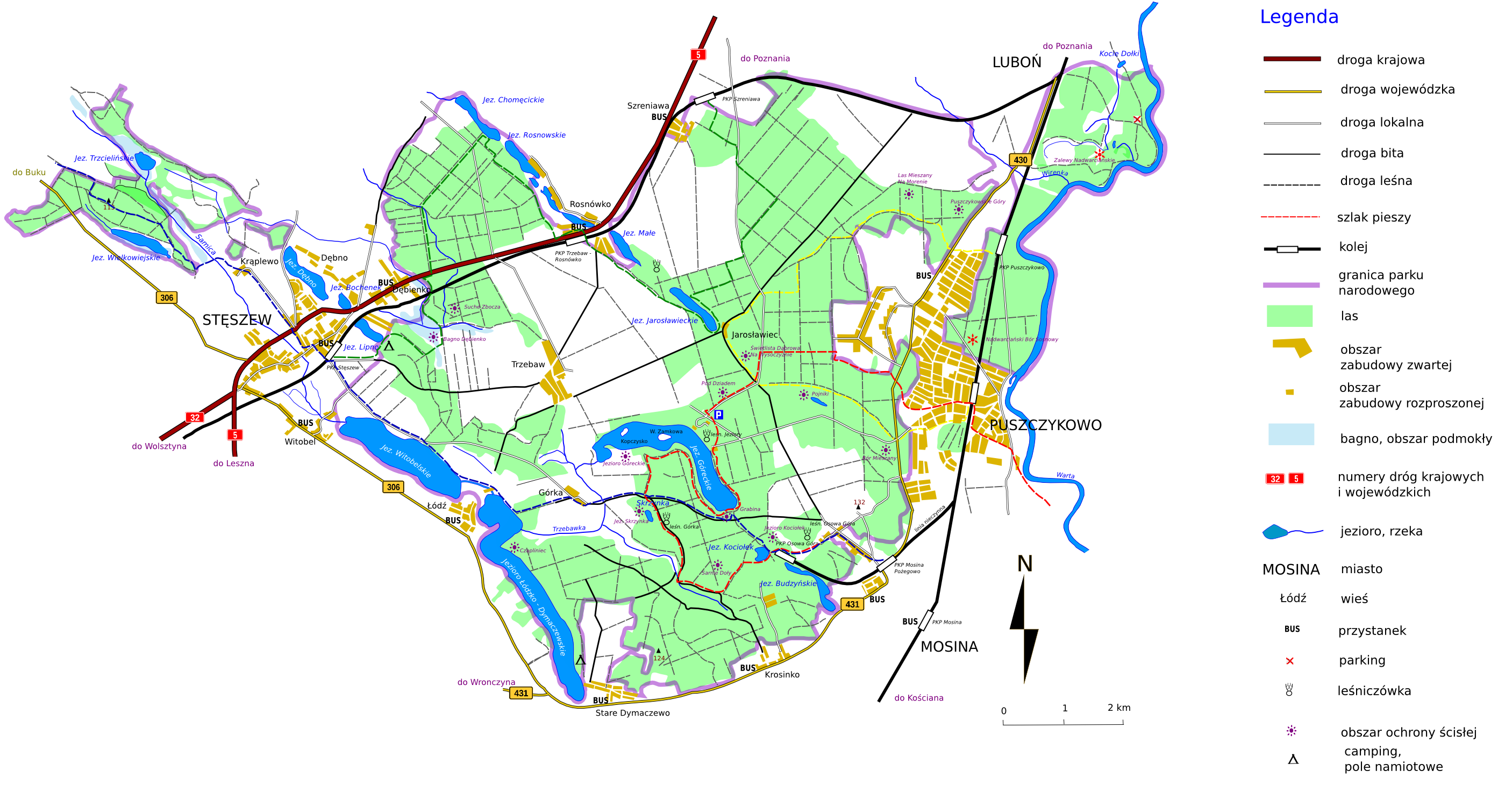

大波蘭國家公園是波蘭的國家公園，位於該國中西部，由大波蘭省負責管轄，距離波茲南15公里，始建於1957年，面積76平方公里，最高點海拔高度132米。

## 外部連結
- Official website（页面存档备份，存于）
- The Board of Polish National Parks